# Robert Nelson Jacobs
Robert Nelson Jacobs (24 febbraio 1954) è uno sceneggiatore statunitense.

## Biografia
Cresciuto in Pennsylvania, Robert Nelson Jacobs ha ottenuto la laurea triennale a Yale e la magistrale all'Università dell'Iowa. Dopo aver scritto diversi racconti approdò al cinema nel 1997 come sceneggiatore de Gli impenitenti. Da allora ha scritto un'altra mezza dozzina di sceneggiature, ottenendo un particolare successo nel 2000 come sceneggiatore di Chocolat. Per il suo lavoro con Chocolat, tratto dall'omonimo romanzo di Joanne Harris, ha ricevuto una candidatura all'Oscar alla migliore sceneggiatura non originale e al BAFTA nella medesima categoria.

## Filmografia
- Gli impenitenti (Out to Sea), regia di Martha Coolidge (1997)
- Dinosauri (Dinosaur), regia di Ralph Zondag ed Eric Leighton (2000)
- Chocolat, regia di Lasse Hallström (2000)
- The Shipping News - Ombre dal profondo (The Shipping News), regia di Lasse Hallström (2001)
- Giù per il tubo (Flushed Away), regia di David Bowers e Sam Fell (2006)
- The Water Horse - La leggenda degli abissi (The Water Horse: Legend of the Deep), regia di Jay Russell (2007)
- Misure straordinarie (Extraordinary Measures), regia di Tom Vaughan (2010)